# 25025 Джошуаво
25025 Джошуаво (25025 Joshuavo) — астероїд головного поясу, відкритий 17 серпня 1998 року.
Тіссеранів параметр щодо Юпітера — 3,319.